# Baikal (Irkutsk)
Baikal (russisch Байкал, auch Port Baikal)  ist eine ländliche Siedlung (possjolok) in der Oblast Irkutsk (Russland) mit 425 Einwohnern (Stand 14. Oktober 2010).
Der Ort liegt am Baikalsee, an der Stelle, wo die Angara den See verlässt. Baikal ist Endpunkt der Baikalbahn. Zwischen 1948 und 2014 besaß der Ort den Status einer Siedlung städtischen Typs.

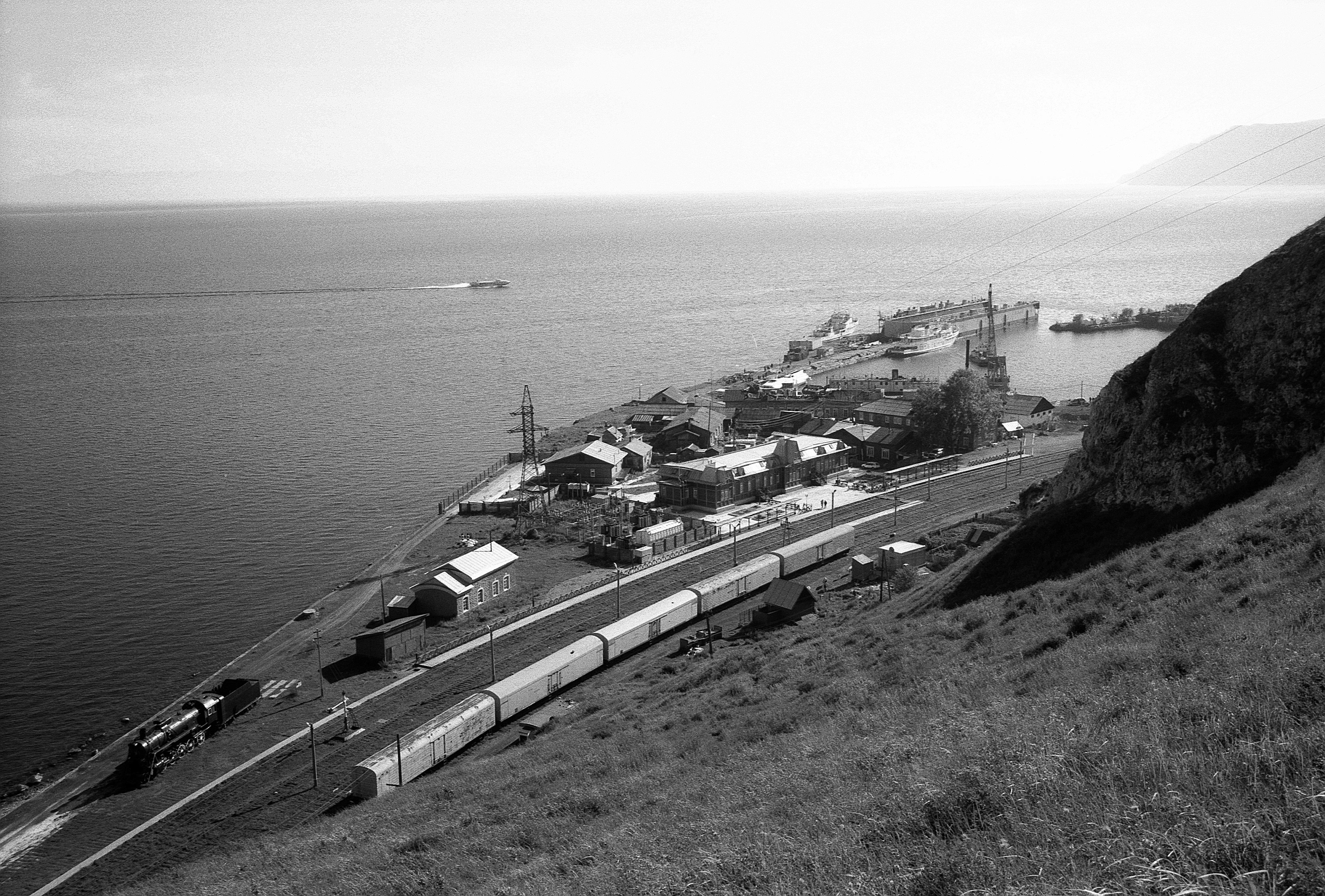
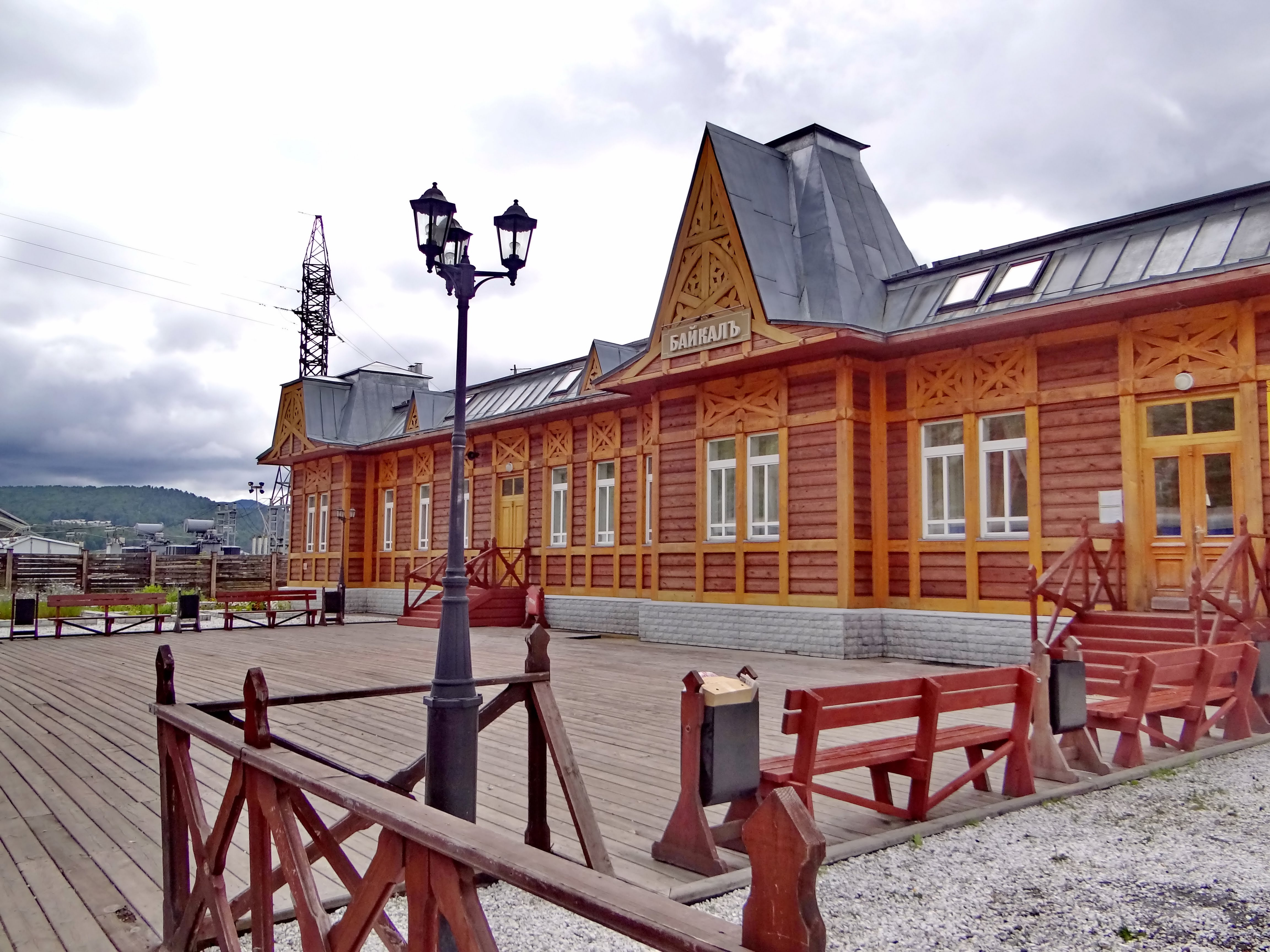